# 미키타촌
미키타촌(일본어: 美木多村)은 일본 오사카부 오토리군·센보쿠군에 설치되었던 촌이다. 현재의 사카이시 미나미구에 해당한다.